# حتاش (الرقة)
حتاش قرية سورية تتبع ناحية مركز الرقة في منطقة مركز الرقة في محافظة الرقة. بلغ عدد سكانها 455 نسمة في عام 2004 حسب إحصاء المكتب المركزي للإحصاء.